# Pomořanská jezerní plošina
Pomořanská jezerní plošina se rozkládá na území Polska. Spolu s Meklenburskou a Mazurskou jezerní plošinou tvoří tři velké jezerní plošiny, jižně od Baltského moře. Nachází se mezi řekou Odrou a Pastgkou. Skládá se ze čtyř tisíců jezer a je pozůstatkem pleistocenního zalednění.